# Héldon (football)
Héldon Augusto Almeida Ramos ou Héldon ou Nhuck (prononcé « gnouc ») est un footballeur né le 14 novembre 1988 à Espargos, Sal.

## Biographie

### En club
En 2009, il est champion de II Divisão avec Fátima marquant 10 buts de championnat.
Lors de la saison 2009-10, il joue 17 matchs de Liga Vitalis, marque 1 but et aide le club à terminer 8e. Fort de bonnes performances, il est recruté par le Marítimo Funchal au mercato 2010. Devenu une valeur sûre du championnat, il connaît la consécration en étant recruté par l'un des grands clubs du pays, le Sporting Clube de Portugal, lors du dernier jour du mercato d'hiver, le 31 janvier 2014 .

### Internationale
International moins de 20 ans à trois reprises, il inscrit un but lors de la victoire 3-1 contre les États-Unis -20 ans à la 7e minute.
Le 4 septembre 2009, il joue sa première sélection avec le Cap-Vert contre Malte. Dans la foulée, il inscrit son premier but international à la 14e minute.
Le 27 janvier 2013, il inscrit le but qui permet au Cap-Vert de se qualifier pour les 1/4 de finale de la CAN 2013.

## Statistiques
| Saison                | Club                  | Championnat           | Championnat | Championnat | Coupe nationale | Coupe nationale | Coupe de la Ligue | Coupe de la Ligue | Compétition(s) continentale(s) | Compétition(s) continentale(s) | Compétition(s) continentale(s) | Sélection                 | Sélection | Sélection | Total | Total |
| Saison                | Club                  | Division              | M.          | B.          | M.              | B.              | M.                | B.                | Comp.                          | M.                             | B.                             | Équipe                    | M.        | B.        | M.    | B.    |
| 2007-2008             | CF Caniçal            | 3                     | 21          | 0           | -               | -               | -                 | -                 | -                              | -                              | -                              | Cap-Vert - 20 ans         | 2         | 0         | 23    | 0     |
| 2008-2009             | CD Fátima             | 3                     | 30          | 10          | 2               | 0               | -                 | -                 | -                              | -                              | -                              | Cap-Vert Cap-Vert espoirs | 1         | 0         | 34    | 10    |
| 2009-2010             | CD Fátima             | 2                     | 17          | 1           | 1               | 1               | 3                 | 1                 | -                              | -                              | -                              | Cap-Vert espoirs Cap-Vert | 1 3       | 1         | 25    | 5     |
| 2010-2011             | Marítimo Funchal      | 1                     | 15          | 0           | 1               | 1               | 3                 | 0                 | -                              | -                              | -                              | Cap-Vert                  | 6         | 3         | 25    | 4     |
| 2011-2012             | Marítimo Funchal      | 1                     | 29          | 4           | 4               | 0               | 4                 | 0                 | -                              | -                              | -                              | Cap-Vert                  | 5         | 0         | 42    | 4     |
| 2012-2013             | Marítimo Funchal      | 1                     | 22          | 2           | -               | -               | 2                 | 1                 | C3                             | 9                              | 2                              | Cap-Vert                  | 9         | 3         | 42    | 8     |
| 2013-2014             | Marítimo Funchal      | 1                     | 16          | 9           | 3               | 2               | 2                 | 0                 | -                              | -                              | -                              | Cap-Vert                  | -         | -         | 21    | 11    |
| 2013-2014             | Sporting CP           | 1                     | 0           | 0           | -               | -               | -                 | -                 | -                              | -                              | -                              | Cap-Vert                  | -         | -         | 0     | 0     |
| Total sur la carrière | Total sur la carrière | Total sur la carrière | 150         | 26          | 11              | 4               | 14                | 2                 | -                              | 9                              | 2                              | -                         | 28        | 8         | 212   | 42    |

## Buts internationaux
| Buts internationaux d'Héldon (7) | Buts internationaux d'Héldon (7) | Buts internationaux d'Héldon (7)                            | Buts internationaux d'Héldon (7) | Buts internationaux d'Héldon (7) | Buts internationaux d'Héldon (7) | Buts internationaux d'Héldon (7)  | Buts internationaux d'Héldon (7) |
|                                  | Date                             | Lieu                                                        | Adversaire                       | Score                            | Résultat                         | Compétition                       |                                  |
| -------------------------------- | -------------------------------- | ----------------------------------------------------------- | -------------------------------- | -------------------------------- | -------------------------------- | --------------------------------- | -------------------------------- |
| 1.                               | 4 septembre 2009                 | Ta' Qali Stadium, Mdina (Malte)                             | Malte                            | 0-1                              | 0-2                              | Match amical                      |                                  |
| 2.                               | 9 février 2011                   | Óbidos (Portugal)                                           | Burkina Faso                     | 1-0                              | 1-0                              | Match amical                      |                                  |
| 3.                               | 26 mars 2011                     | Stade de Várzea, Praia (Cap-Vert)                           | Liberia                          | 1-0                              | 4-2                              | Qualifications CAN 2012           |                                  |
| 4.                               | 26 mars 2011                     | Stade de Várzea, Praia (Cap-Vert)                           | Liberia                          | 3-1                              | 4-2                              | Qualifications CAN 2012           |                                  |
| 5.                               | 14 octobre 2012                  | Stade Ahmadou Ahidjo, Yaoundé (Cameroun)                    | Cameroun                         | 0-1                              | 2-1                              | Qualifications CAN 2013           |                                  |
| 6.                               | 27 janvier 2013                  | Nelson Mandela Bay Stadium, Port Elizabeth (Afrique du Sud) | Angola                           | 2-1                              | 2-1                              | CAN 2013                          |                                  |
| 7.                               | 15 juin 2013                     | Stade de Várzea, Praia (Cap-Vert)                           | Sierra Leone                     | 1-0                              | 1-0                              | Éliminatoires Coupe du monde 2014 |                                  |